# Jeonbuk Hyundai Motors
Jeonbuk Hyundai Motors (korejsko 전북 현대 모터스) je južnokorejski nogometni klub iz Džeondžuja, ki igra v K League Classic. Ustanovljen je bil leta 1994, domači stadion kluba je Jeonju World Cup Stadium. 

## Uspehi
- K League Classic/K League 1 (9): 2009, 2011, 2014, 2015, 2017, 2018, 2019, 2020, 2021
- Korejski pokal (5): 2000, 2003, 2005, 2020, 2022
- Korejski super pokal (1): 2004
- Azijska Liga prvakov (2): 2006, 2016